# 2010년 동계 올림픽 아이스하키
2010년 동계 올림픽의 정식종목 중 하나인 아이스하키는 NHL의 팀인 밴쿠버 커넉스의 홈 구장인 제너럴모터스플레이스와 캐나다 대학 스포츠의 UBC 선더버드의 홈구장인 UBC 윈터 스포츠 센터에서 열린다. 아이스하키는 2010년 2월 13일부터 28일까지 진행되었다. 캐나다가 종합 1위를 차지했다.

## 지난 대회와 달라진 것
2010년 올림픽은 NHL 선수의 올림픽 참여가 허용된 이후로 NHL 팀이 있는 도시에서 최초로 열리는 올림픽이 되었다. 이번대회에서 첫 번째로 국제 규격인 61x30 metres (200x98.5 feet) 대신에 NHL 규격인 61x26 m (200x85 ft) 크기의 경기장에서 경기가 진행된다. 이로 인해 공사비용 100만 캐나다 달러를 줄일 수 있을 것으로 예상되며 보다 많은 관중들이 경기장에 들어올 수 있을 것으로 예상된다.
또한 이번대회에서는 처음으로 4심제로 경기가 진행되었다. 남자 경기에서 2명의 주심과 2명의 부심으로 선보였다. NHL에서는 2명의 주심을 1998-99 NHL 시즌 때부터 시작했으며 국제아이스하키연맹(IIHF)에서는 2008년 IIHF 세계 선수권 대회 때 처음 선을 보였다. 하지만 IIHF에서는 아직 여자 국제 경기에서 4심제가 필요하지 않다면서 밴쿠버에서 열릴 여자 경기에서는 원래 규칙인 1명의 주심만 있는 3심제로 진행할 계획을 밝힌 바 있었다.

## 경기장
이번 올림픽에서는 UBC 윈터 스포츠 센터(7,200석)와 올림픽 경기장에는 명명권을 허용하지 않아서 올림픽 기간중에는 캐나다 하키 플레이스로 이름이 변경될 제너럴모터스플레이스(18,810석)에서 경기가 열린다.

### 밴쿠버 커넉스에 미치는 영향
홈경기장이 올림픽 경기 준비를 하기 때문에 커넉스는 NHL 역사상 경기를 하기 위한 가장 긴 여정을 치른다. 6주간 14경기를 치르는데 1월 27일부터 3월 13일까지 한다. 예를 들어서 올림픽을 할 때는 얼음 표면과 몇몇 좌석에 붙어 있는 광고문구를 떼내야 하며 올림픽 기간중에는 언론 전용 좌석으로 바뀐다.

## 남자 토너먼트
2005년에 열린 NHL 단체 교섭에 의해 리그 선수들도 2006년과, 2010년 대회 때 참가할 수 있게 되었다. 몇몇 NHL팀 구단주들은 선수들의 부상이나 체력을 염려해 선수들을 올림픽에 출전시키는 것을 반대하기도 했다. 실제로 몇몇 선수들이 2006년 올림픽에 참가해서 부상을 입었고 NHL 경기에서 뛸 수 없었다. Gary Bettman은 토너먼트가 "모두에게 보다 쉬워지기 위해서" 몇몇 구성을 바꾸는 것에 대해 논의하고 있다고 말했다.

### 예선
2010년 동계 올림픽 아이스하키 남자의 예선은 2008 IIHF 랭킹에 근거를 두었다. 밴쿠버행 티켓은 총 12장이며 2008 남자 세계 아이스하키 선수권대회 이후의 세계랭킹이 9위안에 들면 자동진출권을 획득한다. 10위에서 30위는 예선전을 거쳐야 한다. 19위에서 30위의 팀은 2008년 11월에 열리는 1차 예선을 치르며 각조별 1위만이 2차 예선에 진출할 수 있다. 2차 예선에는 10위에서 18위의 팀과 1차예선 진출팀이 출전권을 놓고 경쟁한다. 각 조별 1위만이 올림픽에 진출할 수 있다.

### 진행 방식
아이스하키 남자에는 12개국이 참가하며 1조당 4국가씩, 총 3개의 조가 편성된다. NHL은 2월 14일부터 휴식에 들어가며 남자 토너먼트는 2월 16일부터 시작된다. NHL의 요구를 받아들여서 2006년 때와는 달리 한 국가가 3번만 경기를 하는 것으로 낮추기로 결정했다. 예선전에서는 모든팀이 점수에 따라서 1위부터 12위까지 등수를 매기게 된다. 상위 4팀은 준준결승에 오르게 되며 나머지 8팀은 자기들기리 준준결승전에 오를 4팀을 뽑기 위해 다시 경기한다. 이렇게 해서 최후의 8팀이 준준결승부터 토너먼트 형식으로 경기하게 된다. 각 팀마다 15~20명의 선수가 참가할 수 있으며(공격수와 수비수) 2명 혹은 3명의 골키퍼가 참가할 수 있다. 모든 선수들의 국적은 그 팀의 국적이어야 된다.

### 참가국
아이스하키 남자에는 12개국이 본선에 올라왔다.
| A조 - 캐나다 - 미국 - 스위스 - 노르웨이 | B조 - 러시아 - 체코 - 슬로바키아 - 라트비아 | C조 - 스웨덴 - 핀란드 - 벨라루스 - 독일 |

## 여자 토너먼트

### 예선
여자부의 예선 시스템은 남자부의 예선 시스템과 비슷한 것을 썼다. 2008 여자 세계 아이스하키 선수권대회 이후의 IIHF 여자 랭킹에서 상위 6개팀이 자동진출권을 받았다. 랭킹이 낮은 국가는 예선전을 해야 했다. 13위부터 21위는 2008년 9월부터 시작되는 1차예선에 2조로 나뉘어서 참가했다. 각 조의 1위만이 7위부터 12위가 있는 2차 예선에 진출했다. 2차 예선에서도 1위를 한 팀만 올림픽에 출전할 수 있다.

### 진행 방식
아이스하키 여자에는 8개국이 참가하며 1조당 4국가씩, 총 2개의 조가 편성된다. 각조마다 상위 2팀이 준결승전에 진출하며 하위 2팀은 순위결정전을 치르게 된다. 각 팀마다 15~18명의 선수가 참가할 수 있으며(공격수와 수비수) 2명의 골키퍼가 참가할 수 있다.

### 참가국
아이스하키 여자에는 8개국이 본선에 올라왔다.
| A조 - 캐나다 - 스웨덴 - 스위스 - 슬로바키아 | B조 - 미국 - 핀란드 - 러시아 - 중화인민공화국 |